# Centro Storico Nord
Centro Storico Nord è un quartiere del comune di Brescia.

## Geografia fisica
L'area del quartiere occupa la parte settentrionale del centro storico cittadino, comprendente i quartieri che fanno riferimento alle parrocchie di san Faustino, di San Giovanni e, parzialmente, di Sant'Agata.
Territorio fortemente urbanizzato, i suoi confini sono delimitati a nord da via Leonardo da Vinci, a est da via Castello e da Piazza della Loggia, a sud da via Dante e via Cairoli, a ovest da via Fratelli Ugoni e da via Tartaglia.
Il quartiere è ricco di corsi d'acqua, tombinati nel corso degli anni per motivi igienici e di decoro. Lungo il confine settentrionale e occidentale scorre il torrente Garza, nel suo percorso attorno a quello che un tempo era l'area occupata dalle mura venete; fino al Rinascimento scorreva lungo via san Faustino, il cui andamento sinuoso ricorda quello del torrente. Il canale Bova scorre lungo via Nino Bixio, mentre il canale Dragone, segue l'andamento della prima cerchia muraria medievale in via delle Battaglie.

## Origine del nome
Il toponimo è di origine moderna, concepito per distinguere il quartiere dagli altri due del centro storico della città: Centro Storico Sud e Brescia Antica. Nel 1972, è riportato come "Centro Nord".

## Storia
La prima urbanizzazione dell'area corrisponde allo sviluppo del quartiere del Carmine, che prendeva nome dalla chiesa omonima: nato come borgo esterno alle mura, nel Duecento fu inglobato nella prima cerchia muraria. Fino ancora al XIX secolo, il quartiere era caratterizzato da numerose attività produttive, come ricordato da alcuni nomi stradali, ad esempio "Rua Confettora", per la conceria delle pelli, e "Rua Sovera", per la costruzione dei mastelli.
Dal 1859 al 1923, l'area occupata dal quartiere del Centro Storico Nord corrispose alla parte settentrionale del II Mandamento di Brescia con annessa Pretura. Negli anni Trenta del Novecento, la zona fu coinvolta parzialmente in un piano di modifiche urbanistiche che avrebbe dovuto portare alla rettificazione di via San Faustino, ma che si limitò all'abbattimento delle abitazioni a ridosso di Palazzo della Loggia, costituendo lo slargo detto del "Formentone".
Nel luglio 1972, dopo l'approvazione del consiglio comunale, fu istituito il consiglio di quartiere di "Centro Nord". La prima elezione si tenne il 24 novembre 1974. Tre anni dopo, il consiglio comunale approvò il regolamento predisposto dalla Giunta Trebeschi per l'attuazione delle nuove circoscrizioni, secondo la legge 278/1976. La Nona circoscrizione occupò l'intero centro storico originario, assorbendo il quartiere Centro Nord assieme agli altri due di Brescia Antica e di Centro Storico Sud. I quartieri furono mantenuti solo per finalità statistiche.
Nel 2007, la Giunta Corsini riorganizzò le circoscrizioni. A partire dalle elezioni amministrative dell'anno seguente, tutti e tre i quartieri entrarono a far parte della nuova Circoscrizione Centro. L'esperienza fu di breve durata, a seguito dell'abolizione delle circoscrizioni per i nuovi limiti imposti dalla legge 191/2009. Nel 2014, la Giunta Del Bono avvertì la necessità di costituire degli organi consultivi di rappresentanza per le realtà locali e decise di riattivare i consigli di quartiere. Le prime elezioni del nuovo organismo si tennero il 14 ottobre.

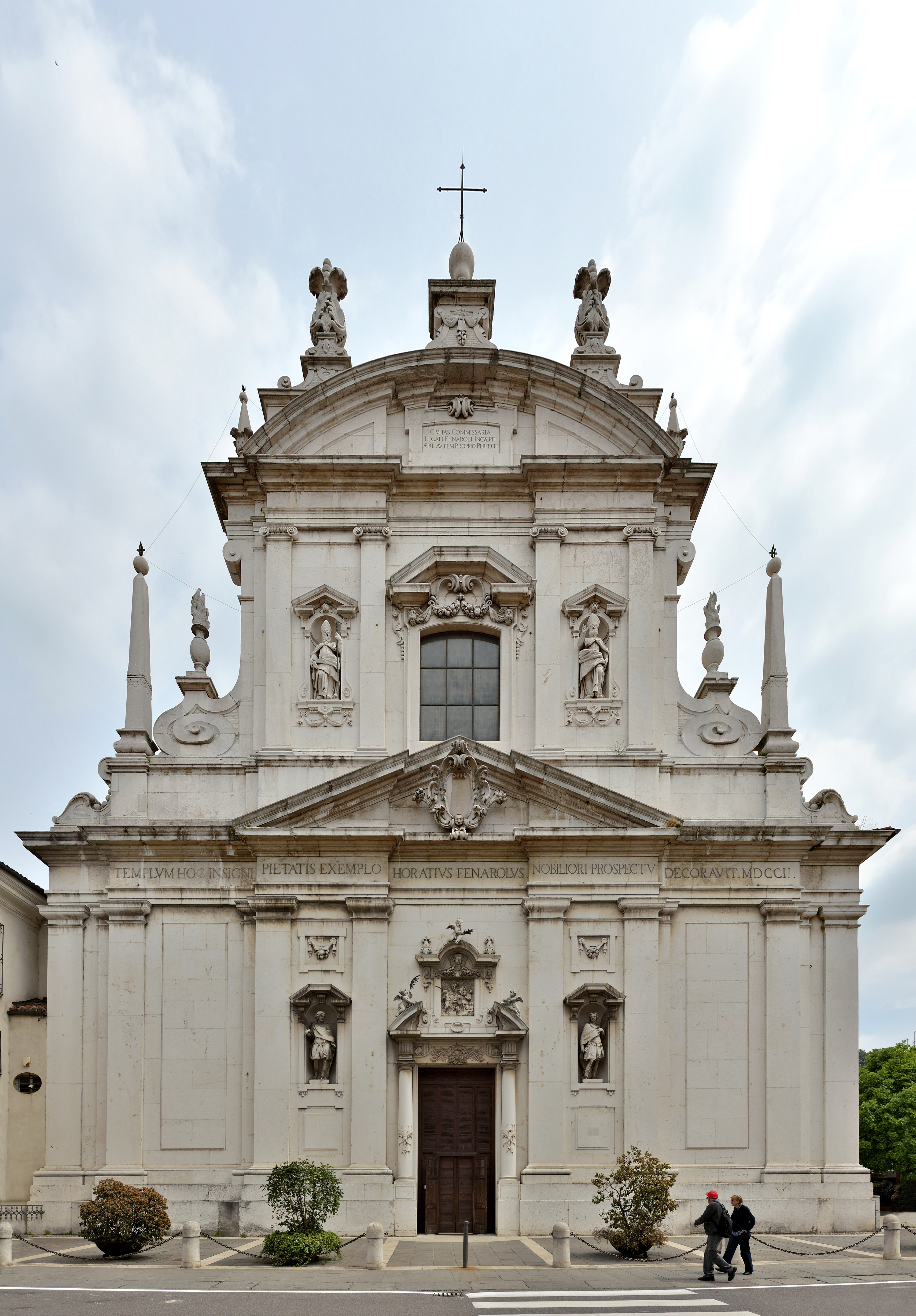
Facciata della Chiesa parrocchiale dei santi Faustino e Giovita

## Monumenti e luoghi d'interesse

### Architetture religiose
- Chiesa di Sant'Agata
- Chiesa di San Carlino, adibita a sala conferenze.
- Chiesa di San Faustino in Riposo
- Chiesa dei Santi Faustino e Giovita
- Chiesa di San Giorgio
- Chiesa di San Giovanni Evangelista
- Chiesa di San Giuseppe
- Chiesa di Santa Maria del Carmine
- Basilica di Santa Maria delle Grazie
- Chiesa di Santa Maria della Pace

### Architetture civili
- Monte di Pietà nuovo
- Monte di Pietà vecchio
- Palazzo della Loggia

### Architetture militari
- Caserma Randaccio

## Società

### Religione
Nell'area del quartiere sono operative tre parrocchie di religione cattolica, appartenenti alla Diocesi di Brescia: quella di san Faustino, quella di San Giovanni e, parzialmente, quella di Sant'Agata.
In via dei Mille è presente il Tempio della Chiesa evangelica valdese.

## Cultura
Nel quartiere è presente una scuola primaria pubblica, la «Muzio Calini». La storica scuola gestita dalla Congregazione di San Filippo Neri, presso la Chiesa della Pace, chiuse nell'estate del 2018.
L'Università degli Studi di Brescia ha alcune sedi nell'area del quartiere in quanto utilizza Palazzo Calini ai fiumi per i corsi di Giurisprudenza, l'ex Monastero di santa Chiara per quelli di Economia, il Palazzo delle Mercanzie per alcune aule di studio e l'ex Monastero di San Faustino per la segreteria.

## Infrastrutture e trasporti
La metropolitana di Brescia corre in sotterranea lungo via san Faustino. All'interno del territorio assegnato al quartiere sono presenti le stazioni di San Faustino e Vittoria.
Il quartiere è servito dalle linee 2 (Pendolina - Chiesanuova), 7 (Caino - Roncadelle), 13 (Gussago - Poliambulanza), 15 (Montini / Mompiano - Noce), 17 (Costalunga - Castel Mella) e 18 (Piazzale Beccaria - Bornata) della rete di trasporti urbani.